# إنزو ستايولا
إنزو ستايولا (بالإيطالية: Enzo Staiola) هو ممثل إيطالي، ولد في 15 نوفمبر 1939 في إيطاليا.

## أعمال

### أفلام
- (1948) سارق الدراجة
- (1954) الكونتيسة حافية القدمين

## وصلات خارجية
- إنزو ستايولا على موقع IMDb (الإنجليزية)
- إنزو ستايولا على موقع ألو سيني (الفرنسية)
- إنزو ستايولا على موقع أول موفي (الإنجليزية)
- إنزو ستايولا على موقع قاعدة بيانات الأفلام السويدية (السويدية)
- إنزو ستايولا على موقع قاعدة بيانات الفيلم (الإنجليزية)
- إنزو ستايولا على موقع كينوبويسك (الروسية)